# Now (альбом Аструд Жилберту)
| Оценки критиков | Оценки критиков |
| Источник        | Оценка          |
| --------------- | --------------- |
| AllMusic        | [ 1 ]           |

Gilberto with Turrentine — десятый студийный альбом бразильской певицы Аструд Жилберту, выпущенный в 1972 году на лейбле Perception Records. На данном альбоме певица пробует себя как автор песен — четыре из десяти написаны ею лично, также певица выступила продюсером альбома. Аранжировками занимался Эумир Деодато. Альбом был записан на студии Blue Rock Studio в Нью-Йорке в 1972 году.

## Отзывы критиков
Тед Миллз из AllMusic решил, что певица здесь пытается утвердить себя как композитор, и он заметил, что получилось у неё это хорошо, хотя и отметил влияние соотечественников Милтона Насименту, Жоржи Бен Жора и Эумира Деодато. Песню «Take It Easy My Brother Charlie» он назвал лучшей на альбоме. Рецензент из журнала Cash Box отметил, что Жилберту после возвращения не утратила своей хватки и фактически улучшила своё колдовство. В журнале Record World написали: «С момента выхода её „Girl from Ipanema“ несколько лет назад у Аструд Жилберту было не так уж много громких хитов, но она оставалась превосходным интерпретатором с одним из самых характерных голосов в мире. На её новом альбоме всё довольно хорошо сочетается, что также показывает, что она прекрасный автор».

## Список композиций
| №  | Название          | Автор(ы)                       | Длительность |
| -- | ----------------- | ------------------------------ | ------------ |
| 1. | «Zigy Zigy Za»    | Аструд Жилберту                | 4:03         |
| 2. | «Make Love to Me» | Эумир Деодато                  | 3:16         |
| 3. | «Baiao»           | Умберто Тейшейра, Луис Гонзага | 2:55         |
| 4. | «Touching You»    | Дэвил Джордан, Патрик Адамс    | 3:40         |
| 5. | «Gingele»         | Аструд Жилберту                | 4:00         |

| №  | Название                          | Автор(ы)                                      | Длительность |
| -- | --------------------------------- | --------------------------------------------- | ------------ |
| 1. | «Take It Easy My Brother Charlie» | Аструд Жилберту, Патрик Адамс                 | 3:15         |
| 2. | «Where Have You Been?»            | Аструд Жилберту                               | 3:00         |
| 3. | «General Da Banda»                | Хосе Альсидес, Старио де Мелу, Транседо Силва | 3:35         |
| 4. | «Bridges»                         | Фернандо Брант, Джен Лис, Милтон Насименту    | 3:45         |
| 5. | «Daybreak»                        | Бинг Бингхэм                                  | 2:45         |

## Чарты
| Чарт (1972)                          | Высшая позиция |
| ------------------------------------ | -------------- |
| США (Record World The Jazz LP Chart) | 19             |